# Three Questions with Two Answers
«Три вопроса с двумя ответами» (англ. Three Questions with Two Answers) — оркестровое сочинение Луиджи Даллапикколы, написанное по заказу Нью-Хейвенского симфонического оркестра в 1962—1963 годах на основе материала к первому акту оперы «Улисс». Последняя оркестровая работа композитора.

## История написания
В начале 1960 года Нью-Хейвенский симфонический оркестр обратился к композитору с просьбой написать оркестровое сочинение; первоначальный срок (к январю 1962 года) был впоследствии продлён на год: после завершения в 1960 году «Диалогов» Даллапиккола полностью погрузился в работу над «Улиссом» и, не имея ни желания, ни возможности от неё отвлечься, представил сочинение на основе уже имевшегося на тот момент материала к опере. В этой связи сам композитор всегда считал «Три вопроса с двумя ответами» скорее «этюдом» к основной работе, нежели отдельным сочинением, и по этой причине они так и не были опубликованы при жизни композитора.

## О названии и структуре
Как и многие другие сочинения Даллапикколы — «Диалоги», «Пять песен», «Концерт на Рождественскую ночь 1956 года» и другие, — «Три вопроса с двумя ответами» включают пять частей. По случаю премьеры сочинения композитор написал письмо дирижёру Фрэнку Бриффу (само письмо утрачено, однако текст частично вошёл в текст программы, напечатанной к концерту, и теперь в этой редакции включается в партитуру), где пояснил смысл названия работы и её структуры. Нечётным её частям, каждая из которых представляет собой развёртывание трёх вопросительных мотивов из трёх нот, соответствуют три вопроса: «Кто я?», «Кто ты?», «Кто мы?». Чётные же части — это своего рода ответы: первому присущ спокойный характер, оптимистичность, женское начало; второму — жёсткость, пессимизм, мужественность. Недостающий ответ на третий вопрос, по замыслу композитора, появляется лишь в «Эпилоге» оперы «Улисс».
«Три вопроса с двумя ответами» позволяют взглянуть на музыку первого действия «Улисса» с более абстрактных, отвлечённых от голоса и драматургии позиций, являясь ярким подтверждением высказанной Э. В. Денисовым мысли о выдержанности оперы в едином интонационном ключе и о её монотематичности. Кроме того, сочинение может служить косвенным свидетельством того, на какой стадии разработки находился на момент её написания «Улисс».

## Первые исполнения и рецепция
Премьера сочинения состоялась 5 февраля 1963 года в Нью-Хейвене. Местным симфоническим оркестром дирижировал Фрэнк Брифф. Композитор принимал участие в подготовке к премьере, остановившись в Нью-Хейвене на пути в Италию из Беркли, где он завершил свою преподавательскую деятельность. В своём письме Даллапикколе от 1 мая 1963 года живший в Нью-Хейвене Пауль Хиндемит сообщает, что сочинение, исполненное вновь спустя три месяца после премьеры, публика встретила продолжительными овациями.
Европейская премьера состоялась уже после смерти композитора, 9 июня 1977 года в Лондоне: симфоническим оркестром Би-би-си дирижировал Золтан Пешко (была сделана запись).

## Публикация
Сочинение было опубликовано в 1977 году издательством Suvini Zerboni (n. 8155) по инициативе вдовы композитора Лауры Даллапикколы в виде факсимиле автографа. Авторство преамбулы к партитуре также приписывается ей.

## Записи
- Симфонический оркестр Би-би-си под управлением Золтана Пешко. Запись с европейской премьеры сочинения была издана в 1978 году на грампластинке (Ital 70044), переиздана — в 1994 году на компакт-диске (Fonit Cetra, CDC 85). Отмечается высокий уровень исполнения, особенно в решениях тембровых и ритмических сложностей, которыми характеризуется позднее оркестровое письмо Даллапикколы[5].
- Национальный симфонический оркестр итальянской телерадиокомпании RAI под управлением Паскаля Рофе (Stradivarius, STR 33698, 2005).